# Cao su
Cao su (bắt nguồn từ tiếng Pháp caoutchouc /kautʃu/) là một loại vật liệu polyme vừa có độ bền cơ học cao và khả năng biến dạng đàn hồi lớn.
Cao su có thể là cao su tự nhiên (sản xuất từ mủ cây cao su) hoặc cao su tổng hợp. Cao su ít bị biến đổi khi gặp nóng hoặc lạnh, cách nhiệt, cách điện, không tan trong nước nhưng tan trong một số dung môi hữu cơ khác. Cao su có thể dùng để làm lốp xe, bóng, bao cao su,...

## Lịch sử
Cao su là một loại nhựa có tính đàn hồi, được làm bằng mủ lấy từ một vài loại cây gốc Châu Mĩ hoặc Châu Phi.
Năm 1876, Henry Wickham - một nhà thám hiểm người Anh chọn lựa khoảng 70.000 hột cao su từ Brasil đem nhập lậu vào nước Anh. Từ số hạt giống này, chỉ trồng được 2600 cây song cũng đủ để trồng cây cao su ở các thuộc địa của Anh quốc về sau.

## Các loại cao su

### Cao su tự nhiên
Cao su tự nhiên thường được chế biến từ nhựa cây cao su. Còn cao su nhân tạo thường được chế biến từ than đá, dầu mỏ.

### Cao su tổng hợp
Bài chi tiết: Cao su tổng hợp
- Cao su izopren (Polyisoprene)
- Cao su butadien (Polybutadiene)
- Cao su styren butadien (Styrene butadiene)
- Cao su nitril butadien (Nitrile butadien)
- Cao su butyl (Butyl rubber)
- Cao su clopren (Chloroprene)
- Cao su fluor (Fluoro rubber)
- Cao su silicon (Silicone rubber)

## Tại Việt Nam
Việt Nam là nước đứng thứ năm về sản lượng cao su thiên nhiên và thứ tư về xuất khẩu cao su thiên nhiên, sau Thái Lan, Indonesia và Malaysia.
Năm 2012, diện tích cây cao su của Việt Nam có khả năng đạt 850.000 ha, chiếm khoảng 7% tổng diện tích cao su thế giới, xuất khẩu dự kiến đạt xấp xỉ 1 triệu tấn và trở thành nước thứ tư thế giới về xuất khẩu cao su thiên nhiên.
Theo quy hoạch phát triển ngành cao su của chính phủ, dự kiến đến năm 2015 tầm nhìn đến năm 2020, Việt Nam sẽ duy trì ổn định 800.000 ha và 1,2 triệu tấn cao su thiên nhiên hàng năm. Trong đó sẽ dành 30% cho ngành công nghiệp chế biến trong nước và 70% còn lại dành cho xuất khẩu.
Theo báo cáo của Hiệp hội Cao su Việt Nam (VRA), sản lượng cao su của Việt Nam trong năm 2023 ước đạt 1,2 triệu tấn, tăng 10% so với năm 2022. Sản lượng cao su xuất khẩu ước đạt 1,1 triệu tấn, tăng 9% so với năm 2022.
Ngành xuất khẩu cao su Việt Nam đang hướng đến các thị trường quốc tế, hiện nay việc truyền thông cho lĩnh vực xuất khẩu cao su được Liên đoàn Thương mại và Công nghiệp Việt Nam (VCCI) xúc tiến tại các quốc gia trên thế giới như Mỹ, Trung Quốc, Nhật Bản, Hàn Quốc và Ấn Độ.

## Tại Trung Quốc
Ở Trung Quốc, hạt từ quả của cây cao su thường dùng để ép lấy dầu để nấu ăn. Trong quá trình sản xuất mủ, hạt cao su không được thu gom và thương mại hóa về mặt lịch sử. Mặc dù hạt cao su giàu chất dinh dưỡng, nhưng nó cũng chứa glycoside cyanogenic sẽ giải phóng axit prussic khi có mặt các enzym hoặc trong điều kiện hơi chua. Dầu từ hạt cao su cũng có tầm quan trọng thương mại. Cho đến nay, phần lớn hạt cao su đã được phép lãng phí và rất ít được sử dụng để nuôi các cây giống gốc phục vụ mục đích nhân giống. Các đặc tính hữu ích của dầu hạt cao su khiến nó tương tự như dầu hạt lanh và dầu đậu nành nổi tiếng. Dầu hạt cao su cũng có thể được sử dụng cho ngành sơn như một loại dầu bán tinh, trong sản xuất xà phòng, để sản xuất vải sơn và nhựa alkyd; trong y học như dầu chống sốt rét và trong kỹ thuật làm chất kết dính cốt lõi để chuẩn bị phiến đá, và phần bánh còn lại sau khi chiết xuất dầu được sử dụng trong chế biến phân bón và làm thức ăn cho gia súc và gia cầm.